# مقاطعة ديربورن (إنديانا)
مقاطعة ديربورن هي مقاطعة في إنديانا، بلغ عدد سكانها 50٬047  نسمة، في 2010، عاصمتها لورنسبورغ، تبلغ مساحتها 795 كيلومتر مربع.

## الموقع
تشترك في الحدود مع:
- مقاطعة فرانكلين (إنديانا)
- مقاطعة بوون
- مقاطعة أوهايو
- مقاطعة هاملتون، أوهايو
- مقاطعة بتلر، أوهايو
- مقاطعة ريبلي.

## التقسيمات الإدارية
- لورنسبورغ.

## أعلام
- إرفين بيكر
- لوني ماك